# Hang Sơn Đoòng
A Hang Sơn Đoòng, (jelentése kb. hegyi folyó barlang) vietnámi barlang, a Phong Nha – Kẻ Bàng Nemzeti Park területén, az ország középső részén, a Vietnámi-hegységben. Nevét a benne található gyors folyású föld alatti folyóról kapta.
A barlangot felülről egy keskeny résen át világítja meg a nap, és különlegessége, hogy saját folyója és dzsungele van, és néhol még vékony felhők is kialakulnak benne. A barlang méretei óriásiak, egy negyven emeletes felhőkarcoló is elférne benne, így könnyen lehet, hogy ez a világ legnagyobb barlangja.
A Son Doong ötször nagyobb, mint a Phong Nha-barlang, melyet korábban Vietnám legnagyobb barlangjának tartottak. A legtágasabb helyeken az üreg 200 méter magas és 150 méter széles, de a legtöbb helyen 80 méter magas és ugyanilyen széles. Van olyan terem is, ahol több mint 70 méter magas sztalagmitok találhatók.
Bár a barlangot már a vietnámi háborúban is használták a helyiek óvóhelyként, a bejárata feledésbe merült. Újrafelfedezésére 2009-ben került sor, amikor egy amerikai kutatóházaspár ereszkedett le a barlangba, de kevés út megtétele után egy mészfalba ütköztek. A kutatók 2010 végén tértek vissza, hogy teljesen feltárják a barlangot, ami egy 150 barlangból álló, részben még feltáratlan hálózat része.
A kutatók a 2010-es felfedezőúton 4,5 kilométernyire tudtak behatolni a barlangba.